# Kopatschiw (Tschernihiw)
Kopatschiw (ukrainisch Копачів; russisch Копачов/Kopatschow) ist ein Dorf in der ukrainischen Oblast Tschernihiw mit etwa 0 Einwohnern.
Das Dorf liegt im Rajon Koselez in der Oblast Tschernihiw, rund 10 km westlich der Autobahn M01 (Kiew-Tschernihiw) am linken Ufer des Flusses Desna. Die ehemalige Rajonshauptstadt Koselez befindet sich 35 Kilometer südlich, die Oblasthauptstadt Tschernihiw 33 nordöstlich des Dorfes.
Kopatschiw wurde 1503 zum ersten Mal schriftlich erwähnt, das Kosakendorf lag bis zum Ende des Russischen Reiches 1918 im Gouvernement Tschernigow.
Am 12. Juni 2020 wurde das Dorf ein Teil der Landgemeinde Kipti, bis dahin war es Teil der Landratsgemeinde Nadyniwka (Надинівська сільська рада/Nadyniwska silska rada) im Norden des Rajons Koselez.
Am 17. Juli 2020 kam es im Zuge einer großen Rajonsreform zum Anschluss des Rajonsgebietes an den Rajon Tschernihiw.